# Zyxomma multinervorum
Zyxomma multinervorum – gatunek ważki z rodziny ważkowatych (Libellulidae).